# نيوتن مور
نيوتن مور (بالإنجليزية: Newton Moore)‏ هو سياسي بريطاني (وحمل سابقاً جنسية المملكة المتحدة لبريطانيا العظمى وأيرلندا)، ولد في 17 مايو 1870 في فريمانتل في أستراليا، وتوفي في 28 أكتوبر 1936 في لندن في المملكة المتحدة. حزبياً، نشط في حزب المحافظين.

## مناصب
- في الانتخابات الفرعية في مجلس العموم البريطاني [الإنجليزية]‏، انتخب عضو برلمان المملكة المتحدة الـ30 عن دائرة Westminster St George's (UK Parliament constituency) [الإنجليزية]‏ (4 أكتوبر 1918 – 25 نوفمبر 1918).
- في الانتخابات العمومية البريطانية 1918 [الإنجليزية]‏، انتخب عضو برلمان المملكة المتحدة الـ31 عن دائرة إزلينغتون الشمالية (14 ديسمبر 1918 – 26 أكتوبر 1922).
- في الانتخابات العامة في المملكة المتحدة 1922 [الإنجليزية]‏، انتخب عضو برلمان المملكة المتحدة الـ32 عن دائرة إزلينغتون الشمالية (15 نوفمبر 1922 – 16 نوفمبر 1923).
- في الانتخابات العامة في المملكة المتحدة 1924 [الإنجليزية]‏، انتخب عضو برلمان المملكة المتحدة الـ34 عن دائرة Richmond (Surrey) (UK Parliament constituency) [الإنجليزية]‏ (29 أكتوبر 1924 – 10 مايو 1929).
- في الانتخابات العامة في المملكة المتحدة 1929 [الإنجليزية]‏، انتخب عضو برلمان المملكة المتحدة الـ35 عن دائرة Richmond (Surrey) (UK Parliament constituency) [الإنجليزية]‏ (30 مايو 1929 – 7 أكتوبر 1931).
- في الانتخابات العامة في المملكة المتحدة 1931 [الإنجليزية]‏، انتخب عضو برلمان المملكة المتحدة الـ36 عن دائرة Richmond (Surrey) (UK Parliament constituency) [الإنجليزية]‏ (27 أكتوبر 1931 – 4 أبريل 1932).
- انتخب عضو الجمعية التشريعية لأستراليا الغربية.
- انتخب Premier of Western Australia [الإنجليزية]‏ عن دائرة Electoral district of Bunbury [الإنجليزية]‏ (7 مايو 1906 – 16 سبتمبر 1910).